# Підручний Денис Вадимович
Денис Вадимович Підручний (нар. 10 липня 2001, Київ, Україна) — український футболіст, півзахисник «Металіста».

## Клубна кар'єра
Народився в Києві, де й розпочав займатися футболом у місцевій школі «Оболонь-Зміна». Окрім «Зміни», у ДЮФЛУ виступав також за донецький «Шахтар» та Олімпійський коледж імені Івана Піддубного.
У 2018 році виїхав за кордон, де став гравцем литовського клубу «Стумбрас». У новій команді дебютував 1 вересня 2018 року в переможному (3:0) виїзному поєдинку кубку Литви проти вільнюського «Вітіса». Денис вийшов на поле на 46-ій хвилин, замінивши португальця Андре Алмейду. У вищому дивізіоні чемпіонату Литви дебютував 28 жовтня 2018 року в переможному (6:0) домашньому поєдинку 1-го туру проти «Атлантаса». Підручний вийшов на поле на 71-ій хвилині, замінивши Андре Алмейду. З 2018 по 2019 рік зіграв 5 матчів в А-Лізі та 1 поєдинок у кубку Литви, окрім цього в 2018 році провів 14 матчів (1 гол) за резервну команду клубу.
У 2020 році повернувся до України, де став гравцем «Олександрії». Виступав за молодіжну команду олександрійців. На початку 2021 року відправився в оренду до «Авангарду». Дебютував у футболці краматорського клубу 26 березня 2021 року в програному (1:2) виїзному поєдинку 18-го туру Першої ліги України проти шевченківського «ВПК-Агро». Денис вийшов на поле в стартовому складі та відіграв увесь матч.

## Кар'єра в збірній
Виступав за юнацькі збірні України різних вікових категорій.